# پل دو کونستنت

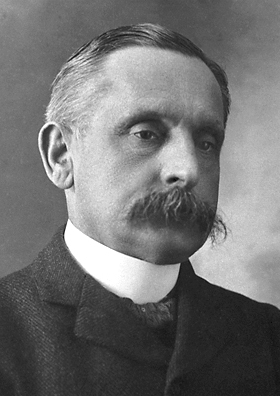
پل دو کونستنت

پل دو کونستنت (۲۲ نوامبر ۱۸۵۲–۱۵ می ۱۹۲۴) دیپلمات و سیاستمدار اهل فرانسه، از مدافعان حکمیت بین‌المللی و برنده جایزه صلح نوبل سال ۱۹۰۹ بود.

کونستنت خود را وقف بهبود روابط بین‌الملل کرد و از سال ۱۹۰۰ عضو دادگاه دائمی داوری  بود. او نماینده فرانسه در کنفرانس صلح لاهه (۱۸۹۸ و ۱۹۰۷) بود و دیدگاه یک اتحادیه اروپا را معرفی کرد.
کونستنت آثار تاریخی و سیاسی از خود برجای گذاشت و حتی در نمایشنامه‌نویسی متبحر بود.
علاوه بر این، او به‌طور منظم درروزنامه‌های Le Temps, La Revue de Paris و La Revue des deux mondes مقاله می‌نوشت.

او بایک آمریکایی، به نام دیسی سدگویک برنج (به انگلیسی Daisy Sedgwick Berend) ازدواج کرد،
وی همچنین به تمام نقاط ایالات متحده سفر کرد. نام کونستنت را می‌توان در انواع مقالات مختلف یافت؛ عنوان مقاله نشان دهنده فرم استاندارد بیوگرافی ملی فرانسه Bibliothèque Nationale de France است.